# Kanton Beaujeu
Der Kanton Beaujeu ist ein ehemaliger Wahlkreis im Arrondissement Villefranche-sur-Saône und im Département Rhône der französischen Region Rhône-Alpes. Sein Hauptort (frz.: chef-lieu) war Beaujeu. Die landesweiten Änderungen in der Zusammensetzung der Kantone brachten zum März 2015 seine Auflösung. Letzter Vertreter im conseil général des Départements war Frédéric Miguet (UDF).

## Gemeinden
Der Kanton umfasste 17 Gemeinden:
1. Avenas
2. Beaujeu
3. Chénas
4. Chiroubles
5. Émeringes
6. Fleurie
7. Juliénas
8. Jullié
9. Lantignié
10. Les Ardillats
11. Marchampt
12. Quincié-en-Beaujolais
13. Régnié-Durette
14. Saint-Didier-sur-Beaujeu
15. Vauxrenard
16. Vernay
17. Villié-Morgon